# Mpack
In sicurezza informatica, MPack è un kit malware in PHP prodotto da cracker russi. La prima versione fu pubblicata nel dicembre 2006. Da allora una versione nuova viene rilasciata ogni mese.
Si pensa sia stata utilizzata per infettare fino a 160.000 computer con applicazioni di Keylog.
Nell'agosto 2007 si crede sia stata usata in un attacco al sito della Banca d'India, sferrato dalla Russian Business Network.
Insolitamente per questo tipo di prodotti, MPack è venduto come software commerciale (costa fra i 500$ e i 1000$ statunitensi) ed è fornito dai suoi sviluppatori con un supporto tecnico e aggiornamenti regolari per le sue vulnerabilità.
Gli sviluppatori inoltre sono incaricati di fare script ed eseguibili non rilevabili dagli applicativi antivirus.
Il software lato server è capace di preparare attacchi a diversi browser come: Internet Explorer, Mozilla Firefox e Opera.
MPack generalmente opera caricato in un IFrame allegato in fondo al sito defacciato.
Quando un utente visita la pagina, MPack invia uno script che si carica nell'IFrame e determina ogni vulnerabilità nel browser o nel sistema operativo. Se la trova, le exploiterà e archivierà le statistiche per futuri riferimenti.